# (540) Rosamunde
(540) Rosamunde est un astéroïde de la ceinture principale.

## Description
(540) Rosamunde est un astéroïde de la ceinture principale découvert par Max Wolf le 3 août 1904 à Heidelberg.
Il a été ainsi baptisé en référence au personnage de Rosamunde dans la musique de scène Rosamunde de Schubert (1797-1828).